# 낙산서원 (경북)
낙산서원 (경북)(稷川書院)은 대한민국 경상북도 고령군에 위치한 조선 시대의 서원이다. 1952년에 창건되었으며, 배신(裴紳)을 제향하고 있다.